# Puchenii Mari
Puchenii Mari è un comune della Romania di 8 834 abitanti, ubicato nel distretto di Prahova, nella regione storica della Muntenia. 
Il comune è formato dall'unione di 7 villaggi: Miroslăvești, Moara, Odăile, Pietroșani, Puchenii Mari, Puchenii Mici e Puchenii-Moșneni.